# 4Kids TV
4Kids TV (souvent montré sous 4K!DS TV, et anciennement FoxBox) est le nom d'un service de vidéo sur demande en ligne, et anciennement un bloc de programmation pour enfants diffusé sur le réseau Fox. 4Kids TV était le résultat de quatre années de complicité entre 4Kids Entertainment et la Fox conclu en janvier 2002 afin de programmer les samedis matins du réseau.

## Histoire
Le programme est lancé sous le nom de FoxBox le 14 septembre 2002 par Fox Broadcasting Company et 4Kids Entertainment replaçant Fox Kids, et plus tard supprimé depuis le rachat de Fox Family Worldwide par The Walt Disney Company. Il est renommé 4Kids TV le 22 janvier 2005. 4Kids Entertainment est pleinement responsable du contenu du programme et en collecte chaque revenu publicitaire
Le programme était auparavant diffusé chaque samedi matin dans la majorité des États d'Amérique, et dimanche sur certains autres États. En novembre 2008, il était annoncé que 4Kids TV devait arrêter ses diffusions pour cause de paiement non-versé (Fox n'avait aucun versement pour la diffusion de ses séries). Les paiements entraînaient souvent des désaccords entre 4Kids et Fox. Le bloc de programmation aura disparu le 27 décembre 2008. À l'époque, 4Kids TV était en compétition avec les chaînes Nickelodeon, Cartoon Network, Disney Channel et Discovery Kids, mais Fox a annoncé que le bloc ne tiendrait plus pour longtemps. Actuellement, le logo 4KidsTV n'apparaît que dans les anciennes émissions de 4Kids Entertainment diffusées dans le bloc The CW4Kids (qui deviendra, par la suite, Toonzai en septembre 2010) hors des frontières des États-Unis.

## Diffusion sur Internet
Le 8 septembre 2007, 4Kids a lancé une chaine de diffusion en direct sur leur site Internet. Les vidéos étaient souvent mis à jour.

## Séries diffusées
- Magical DoReMi (Episodes 01 à 26 à la télé) (Episodes 27 à 29 puis 31 à 51 en ligne) (Episode 30 non diffusé pour cause de censure)
- Sonic X
- Kirby Right Back At Ya !
- Tokyo Mew Mew (Episodes 1 à 26 uniquement)
- Pokemon Advanced Battle
- Chaotic
- Winx Club (Saison 1 à 3)
- Bratz
- Dinosaur King
- One Piece